# Saint-Cyr-sur-Loire
Saint-Cyr-sur-Loire és un municipi francès, situat al departament d'Indre i Loira i a la regió de Centre - Vall del Loira. Està agermanat amb el municipi català de Valls.